# Hendrik II van Luxemburg
Hendrik II (990 - 14 oktober 1047) was de derde graaf van Luxemburg. Hij was een zoon van Frederik van Luxemburg (een jongere broer van Hendrik I van Luxemburg) en Irmentrude van de Wetterau. In 1025 werd hij graaf in de Moezelgouw. In 1026 volgde hij dan zijn oom op in Luxemburg en in 1035 werd hij voogd van de Sint-Maximinusabdij in Trier. In februari 1042 droeg keizer Hendrik III zijn hertogtitel van Beieren over aan hem en die zou hij (als Hendrik VII) tot 1047 voeren.
Hendrik nam ook deel aan de keizerlijke veldtochten van 1042, 1043 en 1044. Bij de veldtocht van 1047 begeleidde hij de keizer in zijn strijd tegen Dirk IV van Holland.
Hendrik II was nooit gehuwd en had dus geen erfkinderen en daarom werd hij na zijn dood in Luxemburg opgevolgd door zijn jongere broer Giselbert. Hij werd begraven in de abdijkerk van Sint-Maximinus te Trier.

## Voorouders
| Voorouders van Hendrik II van Luxemburg | Voorouders van Hendrik II van Luxemburg                                                  | Voorouders van Hendrik II van Luxemburg                                                  | Voorouders van Hendrik II van Luxemburg                                                  | Voorouders van Hendrik II van Luxemburg                                                  | Voorouders van Hendrik II van Luxemburg                                                  | Voorouders van Hendrik II van Luxemburg                                                  | Voorouders van Hendrik II van Luxemburg                                                  | Voorouders van Hendrik II van Luxemburg                                                  |
| --------------------------------------- | ---------------------------------------------------------------------------------------- | ---------------------------------------------------------------------------------------- | ---------------------------------------------------------------------------------------- | ---------------------------------------------------------------------------------------- | ---------------------------------------------------------------------------------------- | ---------------------------------------------------------------------------------------- | ---------------------------------------------------------------------------------------- | ---------------------------------------------------------------------------------------- |
| Overgrootouders                         | Wigerik (886-tussen 916-919) ∞ Kunigunde van de Ardennen (ca. 890-ca. 940)               | Wigerik (886-tussen 916-919) ∞ Kunigunde van de Ardennen (ca. 890-ca. 940)               | Eberhard IV van de Nordgau (-) ∞ Luitgard van Lotharingen (-)                            | Eberhard IV van de Nordgau (-) ∞ Luitgard van Lotharingen (-)                            | Udo van de Wetterau (895-949) ∞ Kunigunde van Vermandois (957-1020)                      | Udo van de Wetterau (895-949) ∞ Kunigunde van Vermandois (957-1020)                      | Megingoz (± 920 - 998/1001) ∞ 945 Gerberga van Gulik (± 925 - 995)                       | Megingoz (± 920 - 998/1001) ∞ 945 Gerberga van Gulik (± 925 - 995)                       |
| Grootouders                             | Siegfried van Luxemburg (922-998) ∞ 950 Hedwig van Nordgau (937-993)                     | Siegfried van Luxemburg (922-998) ∞ 950 Hedwig van Nordgau (937-993)                     | Siegfried van Luxemburg (922-998) ∞ 950 Hedwig van Nordgau (937-993)                     | Siegfried van Luxemburg (922-998) ∞ 950 Hedwig van Nordgau (937-993)                     | Herbert van de Wetterau (930-992) ∞ Avalgau (957-1020)                                   | Herbert van de Wetterau (930-992) ∞ Avalgau (957-1020)                                   | Herbert van de Wetterau (930-992) ∞ Avalgau (957-1020)                                   | Herbert van de Wetterau (930-992) ∞ Avalgau (957-1020)                                   |
| Ouders                                  | Frederik van Luxemburg (1007-1059) ∞ 995 Irmentrude van de Wetterau (ca. 972 - ca. 1020) | Frederik van Luxemburg (1007-1059) ∞ 995 Irmentrude van de Wetterau (ca. 972 - ca. 1020) | Frederik van Luxemburg (1007-1059) ∞ 995 Irmentrude van de Wetterau (ca. 972 - ca. 1020) | Frederik van Luxemburg (1007-1059) ∞ 995 Irmentrude van de Wetterau (ca. 972 - ca. 1020) | Frederik van Luxemburg (1007-1059) ∞ 995 Irmentrude van de Wetterau (ca. 972 - ca. 1020) | Frederik van Luxemburg (1007-1059) ∞ 995 Irmentrude van de Wetterau (ca. 972 - ca. 1020) | Frederik van Luxemburg (1007-1059) ∞ 995 Irmentrude van de Wetterau (ca. 972 - ca. 1020) | Frederik van Luxemburg (1007-1059) ∞ 995 Irmentrude van de Wetterau (ca. 972 - ca. 1020) |
| Hendrik II van Luxemburg (990-1047)     |                                                                                          |                                                                                          |                                                                                          |                                                                                          |                                                                                          |                                                                                          |                                                                                          |                                                                                          |